# Torpedo (zoologia)
Torpedo Houttuyn, 1764 è un genere di torpedini della famiglia Torpedinidae.

## Tassonomia
Comprende le seguenti specie:
- Torpedo adenensis Carvalho, Stehmann & Manilo, 2002
- Torpedo alexandrinsis Mazhar, 1987
- Torpedo andersoni Bullis, 1962
- Torpedo bauchotae Cadenat, Capapé & Desoutter, 1978
- Torpedo californica Ayres, 1855
- Torpedo fairchildi Hutton, 1872
- Torpedo formosa Haas & Ebert, 2006
- Torpedo fuscomaculata Peters, 1855
- Torpedo mackayana Metzelaar, 1919
- Torpedo macneilli (Whitley, 1932)
- Torpedo marmorata Risso, 1810
- Torpedo microdiscus Parin & Kotlyar, 1985
- Torpedo nobiliana Bonaparte, 1835
- Torpedo panthera Olfers, 1831
- Torpedo peruana Chirichigno F., 1963
- Torpedo puelcha Lahille, 1926
- Torpedo semipelagica Parin & Kotlyar, 1985
- Torpedo sinuspersici Olfers, 1831
- Torpedo suessii Steindachner, 1898
- Torpedo tokionis (Tanaka, 1908)
- Torpedo torpedo (Linnaeus, 1758)
- Torpedo tremens de Buen, 1959